# عنکاوا
عنکاوا یا عەنکاوە (به عربی: عنکاوا) (به کردی: عەنکاوە) یک منطقهٔ مسکونی در عراق است که در استان اربیل واقع شده‌است. عنکاوا ۳۰٬۰۰۰ نفر جمعیت دارد.